# صبحی الخضراء
صبحی سعید الخضراء (۱۸۹۵ – ۴ ژوئیه ۱۹۵۴) سیاستمدار، نظامی و وکیل فلسطینی بود. در طول حرفهٔ خود توجه خود را به مسائل اراضی و جلوگیری از انتقال آن به صهیونیست‌ها معطوف کرد. او یکی از نسلِ اولین ملی‌گرایان فلسطینی بود و به عنوان یک ناسیونالیست سرسخت، فردی تحصیل‌کرده، جاه‌طلب و سخاوتمند وصف شده است. او هرگز مراسم یا اقدام ملی را بدون اینکه جزو اولین کسانی باشد که در آن شرکت می‌کند، از دست نداد. او همیشه در همایش‌های ملی می‌گفت: «ما آمدیم خیلی کار کنیم و کم بگوییم» و با این جملهٔ زبانزدش معروف شد: «بریتانیا ریشهٔ بیماری و سر تباهی است» (به عربی: بريطانيا أصل الداء ورأس البلاء).الخضراء یکی از اولین کسانی بود که مخالف واگذاری زمین‌های عربی به صهیونیست‌ها بود و پیشگام دفاع از مالکیت اعراب بر زمین در برابر دادگاه‌ها بود، در هر مناسبتی آن موضوع را پیش می‌کشید. او بریتانیا را دشمن سرسخت آرمان فلسطین و اعراب می‌دانست و باور داشت این بریتانیا بود که به صهیونیسم کمک کرد و علیه عرب‌ها توطئه کرد.

## زندگی و پیشه
صبحی الخضراء در سال ۱۸۹۵ در صفد، سنجق عکا، ولایت بیروت، امپراتوری عثمانی، زاده شد.پدرش سعید الخضراء و مادرش سُعدیٰ الخضراء نام داشتند. تحصیلات ابتدایی خود را در مدرسهٔ مسجد الاحمر الظاهری در صفد گذراند، سپس در مدرسه صلاحیهٔ اورشلیم تحصیل کرد و تحصیلات متوسطه را در مکتب سلطانی بیروت ادامه داد و به پایان رساند. او به دانشکدهٔ نظامی در استانبول پیوست و به عنوان افسر فارغ‌التحصیل شد. او در طول جنگ جهانی اول در جبهه‌های شبه جزیرهٔ سینا و کانال سوئز در ارتش عثمانی خدمت کرد و مدتی به اسارت نیروهای انگلیسی درآمد.
صبحی الخضراء به شورش عرب‌ها علیه حکومت عثمانی که از حجاز آغاز شد پیوست. او پس از انتقال به اردوگاه شاهزاده فیصل، در شماری از نبردها در جنوب شرقی اردن شرکت کرد. از جمله نبرد ابواللسن، ام الجرادین و بیش از یک بار مجروح شد.
او از پیشتازان نیروهای عربی بود که در اکتبر ۱۹۱۸ وارد دمشق شدند. در دوران فیصل در سوریه، او به عنوان معاون امنیت عمومی، سپس مدیر امنیت عمومی و دستیار نظامی ملک فیصل منصوب شد. او در نبرد میسلون علیه نیروهای مهاجم فرانسوی در ژوئیهٔ ۱۹۲۰ شرکت کرد. مقامات اشغالگر فرانسه حکم اعدام او را صادر کردند. پس از پایان حکومت فیصل در سوریه، صبحی الخضراء به شاهزاده عبدالله در شرق اردن پیوست. پس از انتصاب ملک فیصل به عنوان پادشاه عراق در سال ۱۹۲۱ به خدمت او درآمد و در صفوف ارتش عراق در منطقهٔ موصل خدمت کرد.
در سال ۱۹۲۱ به فلسطین بازگشت و به دلیل تجربهٔ نظامی، به عنوان افسر پلیس قیمومت بریتانیا استخدام شد و به عنوان دستیار فرمانده گروه مبارزه با قاچاق کالا مشغول به کار شد. از طریق برادر همسرش فؤاد سلیم، از موقعیت خود برای قاچاق اسلحه برای شورشیان سوری سوء استفاده کرد و به عنوان رابط میان رهبران انقلاب سوریه در شمال و ملی‌گرایان در شرق اردن و فلسطین درآمد. در میانهٔ سال ۱۹۲۷، نیروی پلیس را ترک کرد. هنگامی که مقامات قیمومیت راز او را کشف کردند و او را تعقیب کردند، فلسطین را به مقصد بغداد ترک کرد و به مدت شانزده ماه در آنجا کار کرد و پس از آن به زادگاهش صفد بازگشت. برای تحریک جنبش ملی در آنجا تلاش کرد و به عنوان یکی از برجسته‌ترین شخصیت‌های ملی آن ظاهر شد. صبحی الخضراء در پایان هفتمین کنفرانس عرب فلسطین که در ژوئن ۱۹۲۸ در اورشلیم برگزار شد، به عضویت کمیتهٔ اجرایی عرب انتخاب شد. سپس رئیس این کمیته، موسی کاظم پاشا الحسینی، مدیریت دفتر آن در اورشلیم را به او سپرد. در آن دوره به مؤسسه حقوقی در اورشلیم پیوست و در سال ۱۹۳۲ به عنوان وکیل فارغ‌التحصیل شد.
او در کنفرانس ملی عرب که در ۱۳ دسامبر ۱۹۳۱ در خانهٔ عونی عبدالهادی در اورشلیم برگزار شد، شرکت کرد. در ۲ اوت ۱۹۳۲ نیز در اعلان رسمی تشکیل مجدد «حزب استقلال عرب» شرکت کرد و یکی از برجسته‌ترین رهبران آن شد. امین الحسینی از سال ۱۹۳۲ تا ۱۹۳۴ او را به سمت مدیر اوقاف عکا منصوب کرد و سپس در سال ۱۹۳۵، به سمت دادستان کل اوقاف منصوب شد. پس از اعلام اعتصاب عمومی در آوریل ۱۹۳۶، مقامات بریتانیا او را در بازداشتگاه صرفند در نزدیکی لُد و سپس در بازداشتگاه عوجا الحفیر در نزدیکی مرز مصر دستگیر کردند. او تا پایان اعتصاب در نوامبر همان سال آزاد نشد. او در زمان بازداشت، بیانیه‌هایی خطاب به مردم تنظیم کرد که خواستار ادامهٔ درگیری بودند. صبحی الخضراء به وکالت بازگشت. در ۱۷ ژوئیه ۱۹۳۷، زمانی که در خانهٔ امین الحسینی در اورشلیم بود که نیروهای امنیتی برای دستگیری الحسینی به آنجا یورش بردند، اما او را نیافتند و صبحی الخضراء را برای یک روز دستگیر کردند. با این حال، مقامات بریتانیا به تعقیب او ادامه دادند و او را دوباره در سال ۱۹۳۷ در بازداشتگاه قلعهٔ عکا زندانی کردند سپس به زندان مرکزی عکا جابجا شد. پس از آزادی، برای سومین بار دستگیر و در زندان‌های اورشلیم، عتلیت و عکا زندانی شد. در سال ۱۹۴۰، اندکی پس از آزادی از زندان، در اورشلیم در حصر خانگی قرار گرفت و از بازگشت به زادگاهش صفد جلوگیری شد.
صبحی الخضراء بدون اینکه فعالیت ملی خود را رها کند به وکالت بازگشت و توجه خود را بر دفاع از زمین‌های عرب‌ها و جلوگیری از انتقال آنها به نهادهای صهیونیستی متمرکز کرد. در سپتامبر ۱۹۴۴، در چارچوب همین نگرانی، وی به همراه دو همراهش، عونی عبدالهادی و رشید الحاج ابراهیم، یادداشتی برای پادشاهان و رؤسای جمهور عرب تهیه کردند با عنوان: «یادداشتی در مورد مسئله اراضی در فلسطین» که در آن خواستار تأسیس صندوق عربی برای نجات اراضی در معرض فروخته شدن، شد. در پاییز ۱۹۴۷ صبحی الخضراء به عنوان نمایندۀ فلسطین در کمیتهٔ نظامی اتحادیهٔ عرب که بر نبردها در فلسطین نظارت می‌کرد، انتخاب شد. این کمیته وظیفهٔ خرید اسلحه از مصر و لیبی و ارسال آن به فلسطین را به او سپرد و الخضراء تا ژوئن ۱۹۴۸ به انجام آن ادامه داد.
صبحی الخضراء پس از نکبت ۱۹۴۸ به دمشق پناهنده شد. در سوریه، او در اکتبر ۱۹۴۹ به عنوان مدیر بنیاد پناهندگان عرب فلسطینی منصوب شد که دولت سوریه در آغاز آن سال برای نظارت بر امور آوارگان فلسطینی در سوریه تأسیس کرده بود. اما پس از مدت کوتاهی کار رسمی را رها کرد و به وکالت پرداخت.
الخضراء در دمشق در روز ۴ ژوئیه ۱۹۵۴ درگذشت و همان‌جا در گورستان الدحداح به خاک سپرده شد.

## زندگی شخصی
صبحی الخضراء مردی با فرهنگ گسترده و قوی در زبان و بیان وصف شده و از این رو مسئولیت تنظیم بیانیه‌های ملی را بر عهده داشت. همسرش انیسه یوسف سلیم   از اهالی جباع الشوف لبنان بود و فرزندانشان فیصل، سلما، عائده، و بوران نام داشتند.